# چهار آدمکش خفن
چهار آدمکش خفن (به انگلیسی: The Big 4) یک فیلم کمدی اکشن محصول سال ۲۰۲۲ سینمای اندونزی به نویسندگی و کارگردانی تیمو تیاهانتو است. این فیلم که توسط نتفلیکس در ۱۵ دسامبر ۲۰۲۲ منتشر شد، داستان چهار قاتل بازنشسته ــ با بازی ابیمانا آریاساتیا، لوتشا، آری کریتینگ و کریستو ایمانوئل ــ را روایت می‌کند.
پس از انتشار، فیلم در بین ۱۰ عنوان پربینندهٔ برتر در ۵۳ کشور، ازجمله در اندونزی، جایی که این فیلم در رتبهٔ برتر قرار گرفت، قرار گرفت. کارگردان تمایل خود را برای ساخت دنباله‌ای ابراز کرده است.

## داستان
یک کارآگاه در مورد مرگ پدرش تحقیق می‌کند و سرنخی از یک جزیره گرمسیری دورافتاده را دنبال می‌کند تا هویت واقعی او را به عنوان رهبر گروهی از قاتلان کشف کند. حالا که توسط دشمنانش شکار شده است، او باید با کلاهبردارانی که پدرش آموزش داده بود متحد شود، چهار قاتل بازنشسته.

## بازخوردها
- در وب‌سایت جمع‌آوری نقد راتن تومیتوز از رای ۱۱ نقد منتقد، با میانگین امتیاز ۶٫۸ از ۱۰ مثبت است.[۳]
- برایان تالریکو از راجرایبرت.کام به این فیلم ۳ ستاره از ۴ ستاره داد.[۴]